# Walter Tevis
Walter Stone Tevis (San Francisco, 28 febbraio 1928 – New York, 9 agosto 1984) è stato uno scrittore statunitense.
Dei suoi sei romanzi, tre sono stati trasposti in film e uno (La regina degli scacchi) è diventato nel 2020 una miniserie Netflix. I suoi libri sono stati tradotti in almeno 18 lingue.

## Biografia
Walter Tevis nacque a San Francisco, USA, nel 1928, e vi passò i primi anni.
Sviluppò una malattia cardiaca reumatica, e i suoi genitori lo dovettero lasciare alla Stanford Children's Convalescent Home (dove gli somministravano forti dosi di fenobarbital), per un anno, mentre loro tornarono in Kentucky, dove alla famiglia Tevis era stata assegnata una concessione terriera anticipata nella contea di Madison. 
Walter viaggiò da solo per tutto il Paese in treno all'età di 11 anni per ricongiungersi alla sua famiglia in Kentucky. Fece amicizia con Toby Kavanaugh, un compagno di liceo, e imparò a giocare a biliardo nella villa dei Kavanaugh a Lawrenceburg. Nella loro biblioteca ha letto per la prima volta dei romanzi. I due ragazzi sono rimasti amici per tutta la vita. Kavanaugh in seguito divenne proprietario di una sala da biliardo a Lexington, ciò che avrebbe avuto un impatto sullo stile di scrittura di Tevis.
Durante la seconda guerra mondiale, a diciassette anni, fu imbarcato nella nave USS Hamul, in servizio nella zona di Okinawa. Congedato si iscrisse all'Università del Kentucky e si laureò in Letteratura Inglese con Alfred B. Guthrie, noto scrittore di romanzi tra cui Il grande cielo. Iniziò l'insegnamento presso le superiori, da scienza a letteratura inglese a educazione fisica. Nello stesso periodo iniziò a scrivere racconti brevi, pubblicandoli su varie case editrici.  
Nel 1959 pubblicò il suo primo romanzo, Lo spaccone (The Hustler) con la casa editrice Harper&Row e quattro anni dopo, nel 1963, L'uomo che cadde sulla Terra (The Man who fell to Earth) con la Gold Medal Books. 
Dopo un periodo di insegnamento alla Ohio University di Athens, nel 1978 si trasferì a New York City e riprese l'attività di scrittore scrivendo, oltre a una serie di racconti brevi: Futuro in trance (Mockingbird), A pochi passi dal sole  (The Steps of the Sun), La regina degli scacchi (The Queen's Gambit) -dal quale nel 2020 Netflix ha prodotto una serie tv- e Il colore dei soldi (The Color of Money), séguito del suo primo romanzo Lo spaccone e come questo trasposto al cinema in un film con Paul Newman nella parte del protagonista.

### Morte
Morì nel 1984 a 56 anni.

## Opere (parziale)
I suoi libri sono stati tradotti in più di 15 lingue e hanno avuto molte trasposizioni cinematografiche.
- Lo spaccone (The Hustler, Harper & Brothers, New York, 1959); Giumar, Milano 1961; Sperling & Kupfer, Milano 1987; Minimum Fax, Roma 2008
- L'uomo che cadde sulla Terra (The Man Who Fell to Earth, Gold Medal Books, New York, 1963); Mondadori, Milano 1964; Minimum Fax, Roma 2006; BEAT Biblioteca Editori Associati Tascabili 2012.
- Futuro in trance (Mockingbird, Doubleday, Garden City (NY), 1980); Solo il mimo canta al limitare del bosco, Nord, Milano 1983; Futuro in trance, Mondadori, Milano 1983; Solo il mimo canta al limitare del bosco, Minimum Fax, Roma 2015.[3]
- Lontano da casa (Far From Home, Doubleday, Garden City (NY), 1981); Mondadori, Milano 1991
- A pochi passi dal sole (The Steps of the Sun, Doubleday, Garden City (NY), 1983); Mondadori, Milano 1992
- La Regina degli scacchi (The Queen's Gambit, Random House, New York, 1983); Minimum Fax, Roma, 2007;  BEAT Biblioteca Editori Associati Tascabili 2015.
- Il colore dei soldi (The Color of Money, Warner Books, New York,, 1984); Sperling & Kupfer, Milano 1987; Minimum Fax, Roma 2010